# Betlémský kostel
Betlémský kostel se nachází na úpatí kopce Špilberk v Pellicově ulici v katastrálním území Města Brna městské části Brno-střed. Byl vystavěn v historizujícím slohu s převládajícími novorenesančními prvky v letech 1894–1895. Byl prvním evangelickým kostelem v Brně, kde se kázalo výhradně česky.

## Historie
Po vydání tolerančního patentu byl v Brně v roce 1782 založen evangelický sbor augsburského vyznání (luterský). Tento sbor byl z převážné části německý. Pro národnostní rozepře jej v roce 1878 opustili čeští evangelíci a založili kazatelskou stanici reformovaného sboru v Nosislavi, která se později stala samostatným sborem v Brně.
Sbor začal v roce 1894 se stavbou vlastního kostela v tehdejší Špilberské ulici (dnes Pellicově) na místě zahradní restaurace zvané „Malý Prater“. Postaven byl brněnským stavitelem Gottlobem (Bohuslavem) Alberem. Stavba byla financována ze sbírek a darů. Slavnostní otevření kostela se uskutečnilo 23. května 1895 za účasti cca 5 000 věřících. Na průčelí kostela je umístěn nápis My kážeme Krista a ve své době se jednalo o první český nápis na veřejné budově v Brně vůbec.
Po vzniku Československé republiky v roce 1918 se český reformovaný sbor stal součástí Českobratrské církve evangelické. Kostel užívá (stejně jako Červený kostel) její první brněnský sbor.

## Fotogalerie

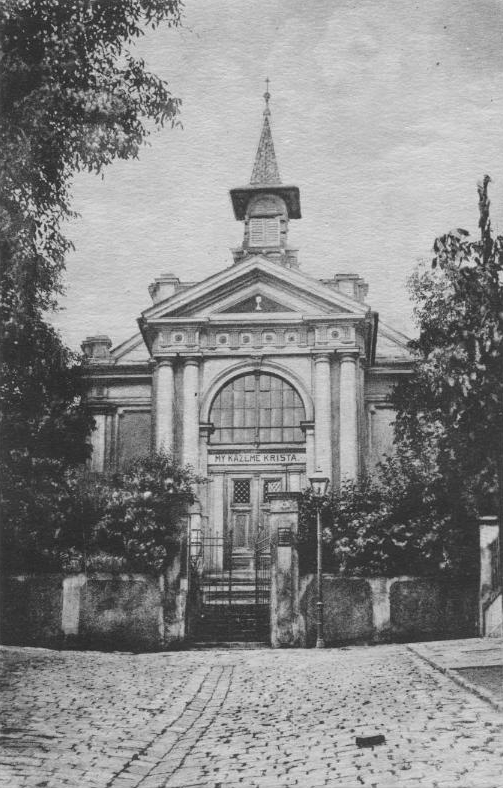
Historický snímek kostela blíže neurčeného data
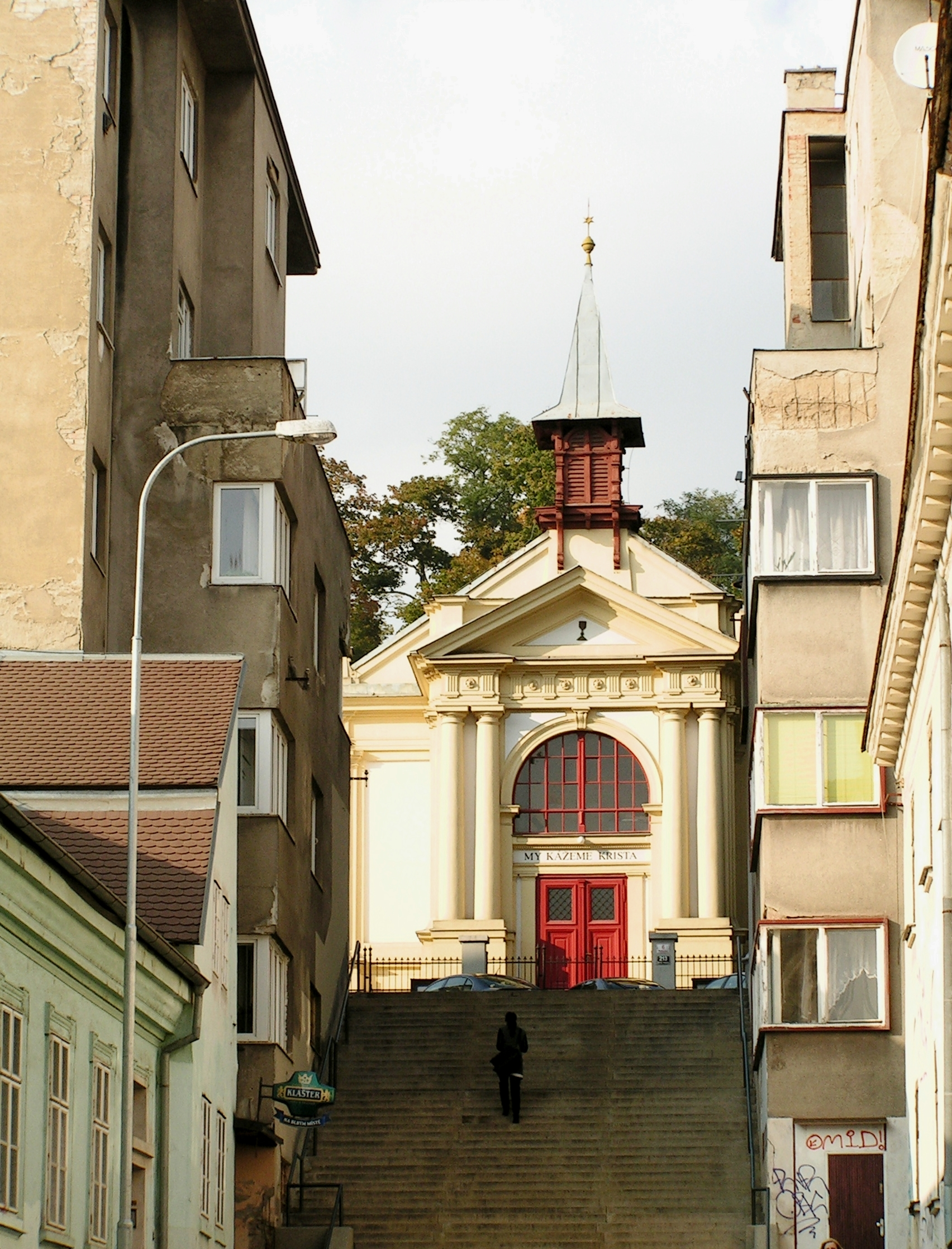
Průhled od Pekařské ulice ke kostelu
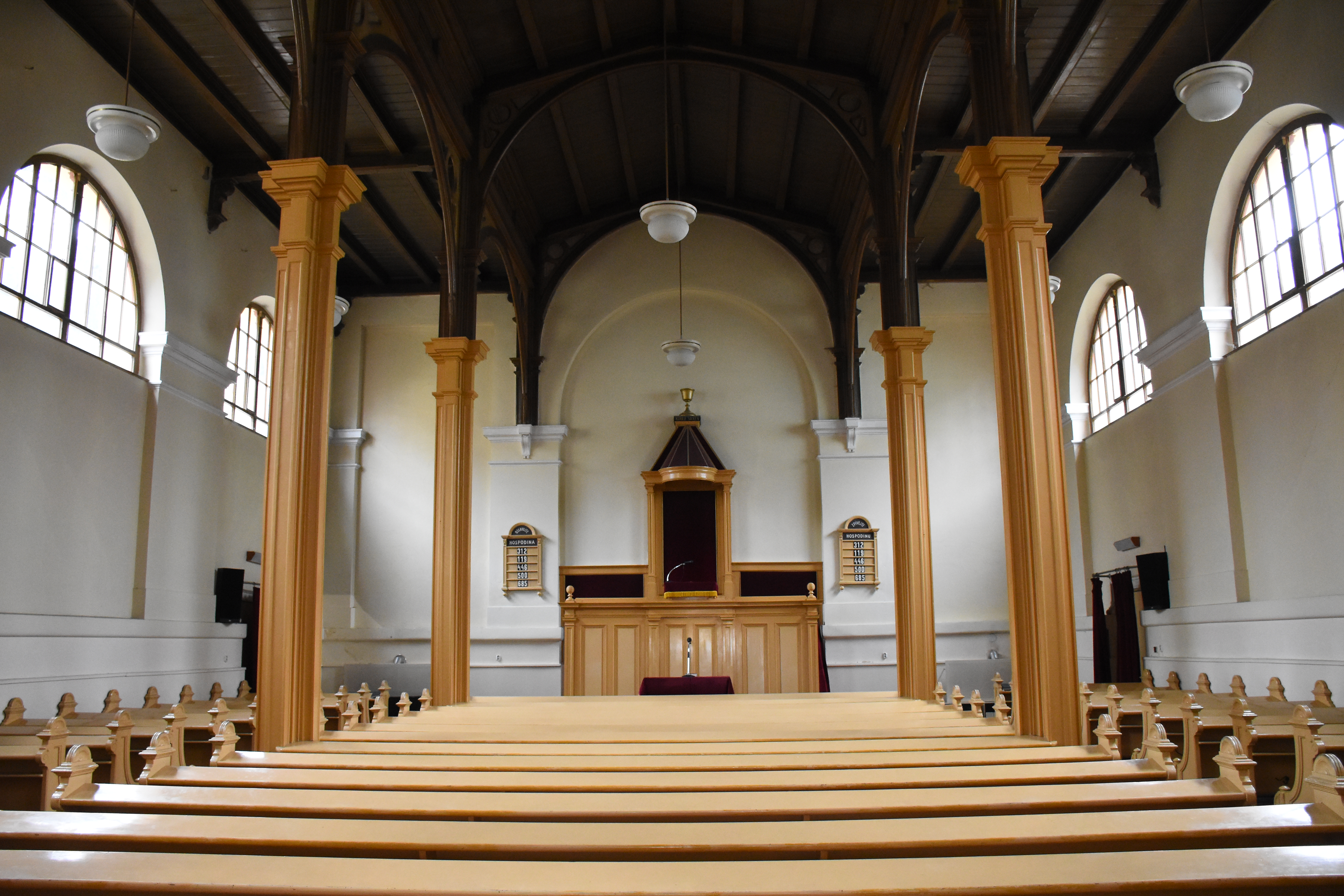
Interiér kostela
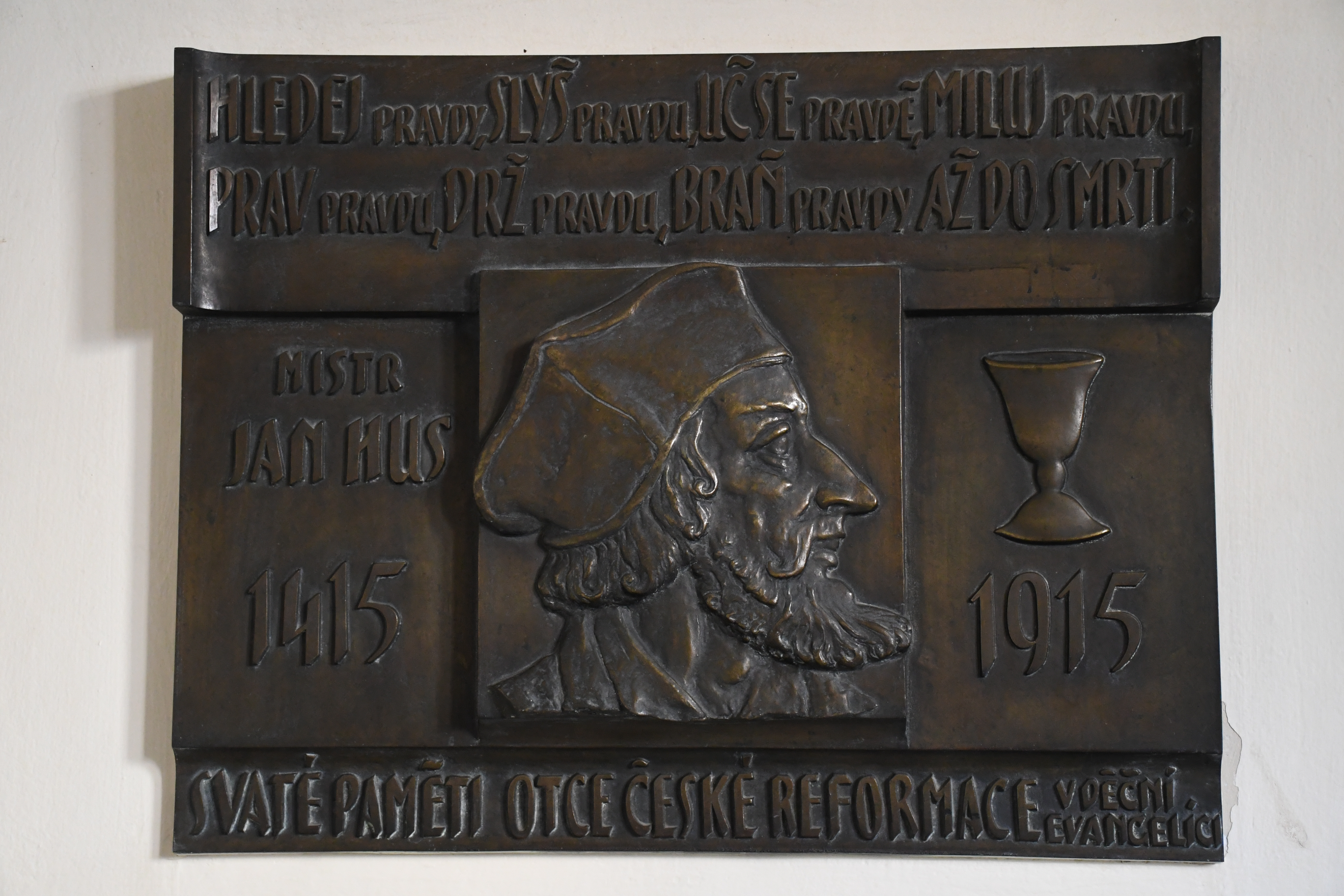
Pamětní deska 500. výročí upálení Jana Husa